# تدو
تدو (به لاتین: Tõdu) یک روستا در استونی است که در شهرستان پولوا واقع شده‌است.

## خصوصیات
تدو ۴۳ نفر جمعیت دارد.